# 朗福德
朗福德（英语：Longford；爱尔兰语：an Longfort），是爱尔兰朗福德郡的一个城镇，位于该郡西部。总人口9601（2011年）。该城镇为朗福德郡郡治。